# النقيل (صنعاء)
النقيل هي إحدى قرى الجمهورية اليمنية. تتبع جغرافيا لمحافظة صنعاء و إداريًا لمديرية بلاد الروس. يبلغ تعداد سكانها 1110 نسمة حسب الإحصاء الذي أجري عام 2004.